# Academia Colombiana de Historia
La Academia Colombiana de Historia es una institución creada con el objetivo de emprender «el estudio cuidadoso y el análisis de la historia de Colombia, desde los tiempos prehispánicos hasta el presente», fundada por  José Joaquín Casas.
Su lema es «veritas ante omnia», "la verdad ante todo" en latín.

## Historia
La Academia fue creada el 9 de mayo de 1902, cuando el Ministerio de Instrucción Pública autorizó la creación de una Comisión de Historia y Antigüedades Patrias, que pasó a llamarse Academia de Historia y Antigüedades Colombianas y posteriormente Academia Colombiana de Historia, su nombre actual, y se formalizó su creación con el decreto 1808 dictado por el Poder Ejecutivo el 12 de diciembre de 1902. Pese a surgir por iniciativa pública, actualmente funciona como un ente jurídico privado.
Entre los objetivos originales de su fundación, aparte del estudio de la historia del país, se encontraban el de velar por las antigüedades patrias, divulgar el conocimiento sobre la historia de Colombia y celebrar y conmemorar eventos históricos del país. Por la ley 71 de 1926 la Academia recibió en donación una parte de la casa en la que funcionaba la Facultad de Derecho y Ciencias Políticas; dicha casa, ubicada en el centro de Bogotá es actualmente su sede.
Fueron fundadas Academias de Historia locales en diferentes departamentos del país:

El cronista Pedro María Ibáñez, secretario perpetuo de la Academia Colombiana de Historia en su informe del 12 de octubre de 1911, expresa lo siguiente: La creación de Corporaciones Correspondientes de esta Academia en distintas ciudades de la República ha dado el admirable resultado de lo que puede llamarse organización nacional de los estudios históricos. Actualmente existen los siguientes centros: del Atlántico (Barranquilla), Bucaramanga, Cali, Facatativa, Girardot, Ibagué, Manizales, Neiva, Pasto, Popayán, San Gil, Tunja y Zipaquirá.
«Apuntes para una reseña histórica de la Academia Nariñense de Historia: 1910-1999», Doramaría Chamorro  (2001)

## Organización y actividades
La Academia está conformada por cuarenta miembros de número, cuarenta correspondientes nacionales, así como por correspondientes internacionales y miembros honorarios. Entre las actividades más destacadas de la institución se encuentra el fomento a la creación de academias y centros de historia regionales y departamentales; así como la publicación de un boletín, con más de 800 ediciones desde el año de su fundación.